# Juegos de los Pequeños Estados de Europa de San Marino 1985
Los I Juegos de los Pequeños Estados de Europa, competición que se desarrolla al amparo del Comité Olímpico Internacional, para países europeos con menos de un millón de habitantes, tuvieron lugar en San Marino, la república más pequeña y antigua de Europa.

## Medallero
| Núm. | País          | Oro | Plata | Bronce | Total |
| ---- | ------------- | --- | ----- | ------ | ----- |
| 1    | Islandia      | 21  | 7     | 4      | 32    |
| 2    | Chipre        | 15  | 8     | 9      | 32    |
| 3    | Luxemburgo    | 11  | 23    | 18     | 52    |
| 4    | San Marino    | 2   | 11    | 11     | 24    |
| 5    | Andorra       | 0   | 0     | 4      | 4     |
| 6    | Liechtenstein | 0   | 0     | 4      | 4     |
| 7    | Mónaco        | 0   | 0     | 2      | 2     |
| 8    | Malta         | 0   | 0     | 1      | 1     |